# Vapori

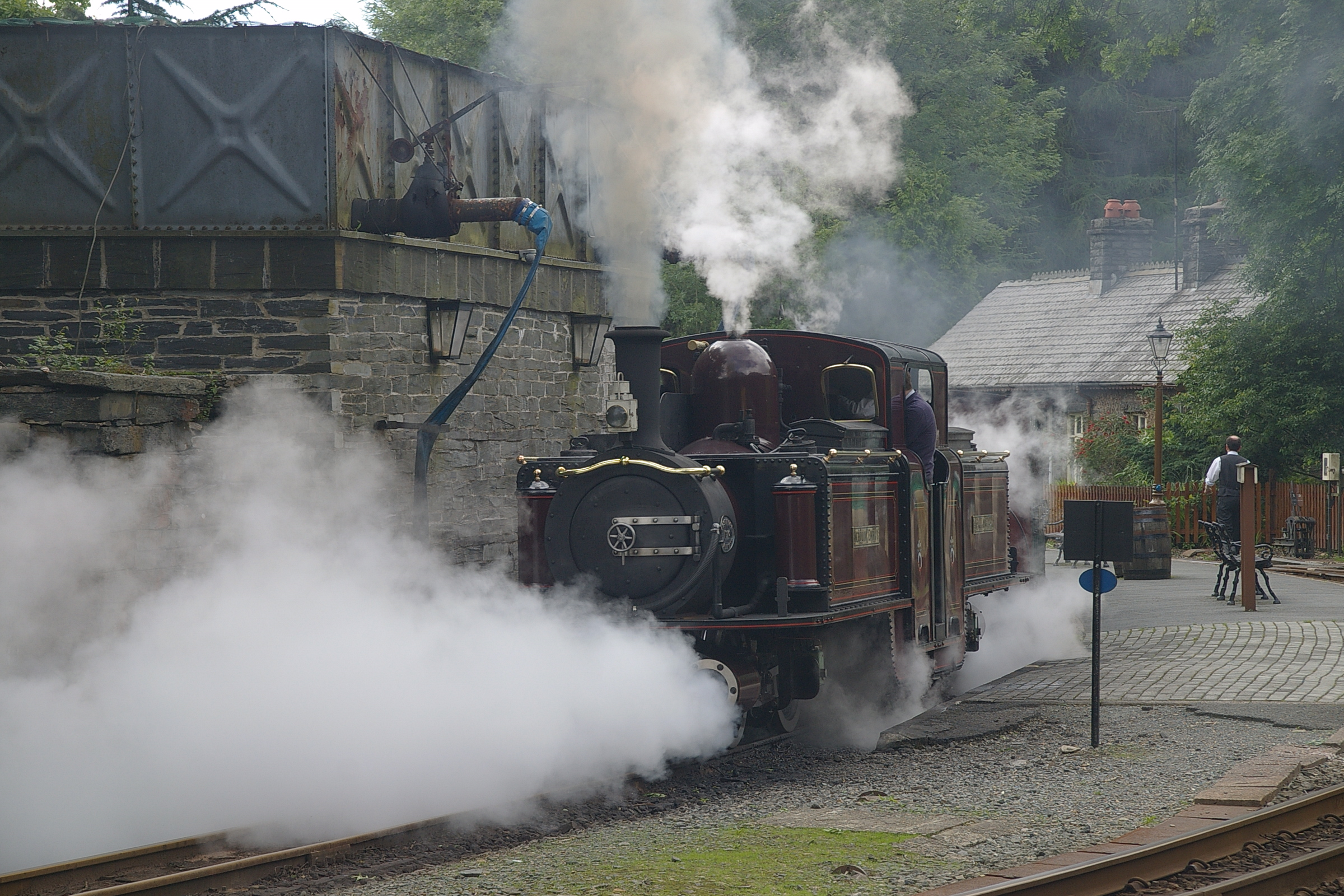
Locomotivă cu abur

Vaporii sunt forma sub care se prezintă faza gazoasă a unei substanțe la temperaturi mai mici decât temperatura critică, care menține legătura cu forma fazei lichide (corp lichid), respectiv cu forma fazei solide (corp solid). Vaporii provin din lichide prin evaporare și din solide prin sublimare.